# Упячка.ру
Упячка (Уп'ячка) — інтернет-сайт, назва якого походить від інтернет-мему, що з'явився, згідно з «антології мережевого фольклору» ru / upyachka «Антологія мережевого фольклору»[недоступне посилання з липня 2019], в результаті спроби штучного створення медіавірусів а. Джерелом медіавірусів називають мережевий ресурс «Лепрозорій». Авторство мема антологія приписує учаснику проекту «Лепрозорій» unab0mber'у, проте насправді автором зображення, на якому вперше було вжито слово «Упячка» був учасник «Лепрозорію» під ніком xbost. Цей інтернет-мем став популярним після атаки, виробленої учасниками «Лепрозорій» на Хабрахабр Пам'ятник Упячке .
Сайт upyachka.ru є центром розповсюдження медіавірусів, його офіційним сайтом-блогом. Перші записи в блозі датуються 18 квітня 2007 року.
Психолог Марк Сандомирський вважає, що сайт сформував рух, спочатку субкультурное, потім Псіхоблогінг. Частина 4. Блогоязик II (Навіщо в мережі лаятися матом)] .

## Атака на Національний банк України у 2008 році
5 листопада на форумі cod4.com.ua з'явилося зауваження про помилку на сайті Національного банку України Хакери зламали сайт НБУ — Наука та інтернет | KP.UA <! — Заголовок доданий ботом -> . На головній сторінці замість курсу валют з'явилося зображення з танцюючим чоловічком і написом "ЖИВТОНЕ ЧОЧО УПЯЧКА! УПЯЧКА УПЯЧКА! ШЯЧЛО ПОПЯЧТСА ПОПЯЧТСА! Я ідіот! Вбийте мене, хто-небудь! "І т. д. За словами директора департаменту інформатизації НБУ Анатолія Савченка, в банку розцінили інцидент як витівка або жарт, тому про подію навіть не повідомили в СБУ. Шкідливий скрипт, що дозволив вставити зображення, був прибраний Над сайтом НБУ поглумилися хакери | Гроші. UA .

## Радіо «Кради-Убивай»
Одним з учасників проекту, що представляє на радіо діджеєм Жзяцля, була створена радіостанція «Кради-Убивай», спочатку створена на окремій сторінці за допомогою технології Adobe Flash і надалі стала онлайн-радіостанцією з окремим доменом 42fm.ru. На радіо грають в основному треки, які становлять класику жанрів рок, хард-рок і метал, також гумористичні пісні і 8-бітну електронну музику Радіо «Кради-Убивай» :: Приватний Кореспондент <! — Заголовок доданий ботом -> >.

## Пам'ятник Упячці
За повідомленнями деяких ЗМІ Lenta.ru: Інтернет: Блогери поставлять пам'ятник упячке <! — Заголовок доданий ботом -> користувачі колективного блогу Leprosorium.Ru в 2007 році мали намір встановити в Москві пам'ятник Упячці у вигляді чорного постаменту з виконаним з металу танцюючим чоловічком («упячкоменом») на ньому. У його створенні брали участь не менше 78 користувачів мережі Інтернет.

## Штаби Упячки
Починаючи з 2008 року в мережі Інтернет почали зароджуватися так звані «штаби». Найчастіше це були бойові штаби, які промишляли інтернет-зломами та DDOS-атаками на сайти, які вони класифікують як УГ (місцевий жаргон).